# Ostrze moich oskarżeń
Ostrze moich oskarżeń – pierwszy studyjny album białostockiego rapera Hukosa. Oryginalnie został wydany 15 sierpnia, 2007 roku jako nielegal. Reedycja płyty została wydana nakładem wytwórni Step Records 13 maja 2011 roku.

## Lista utworów
1. "Intro/witam"
2. "Props"
3. "Detronizacja"
4. "Bomby w szowbiz"
5. "Bracia i siostry" (gościnnie: Kasia Kubik, Nikon, PKC)
6. "Śp. dziadek" (skit)
7. "Krótko i na temat"
8. "Panie prezydencie"
9. "Starość" (skit)
10. "Sople sekund" (gościnnie: Kasia Kubik, Cira)
11. "Outro"
12. "Props 2 (lokalnie)" (Bonus Track)
13. "Okno z widokiem na Polskę" (Reedycja 2011) (gościnnie: Miszkers)